# Matelea neblinae
Matelea neblinae är en oleanderväxtart som beskrevs av G. Morillo. Matelea neblinae ingår i släktet Matelea och familjen oleanderväxter. Inga underarter finns listade i Catalogue of Life.